# Selago chongweensis
Selago chongweensis là một loài thực vật có hoa trong họ Huyền sâm. Loài này được (Rolfe) Eyles miêu tả khoa học đầu tiên năm 1916.